# Billaea montana
Billaea montana là một loài ruồi trong họ Tachinidae.